# Anexos:Ministros de Justicia de Uruguay
En esta página figuran los titulares del Ministerio de Justicia, cargo que existió durante la dictadura cívico militar.
En años anteriores, las competencias en jurisprudencia estaban estaban dentro del Ministerio de Instrucción Pública. En la actualidad, se ha manifestado la necesidad de crear una cartera de justicia.  

## Ministros de Justicia
| Ministro                      | Mandato                 | Mandato                 | Presidente                           | Periodo                  |
| Ministro                      | Nombramiento            | Cese                    | Presidente                           |                          |
| ----------------------------- | ----------------------- | ----------------------- | ------------------------------------ | ------------------------ |
| Fernando Bayardo Bengoa       | 27 de enero de 1977     | 1 de septiembre de 1981 | Aparicio Méndez Presidente de facto  | Dictadura cívico militar |
| Julio César Espínola          | 1 de septiembre de 1981 | 12 de diciembre de 1983 | Gregorio Alvarez Presidente de facto | Dictadura cívico militar |
| Enrique Frigerio              | 12 de diciembre de 1983 | 1 de marzo de 1985      | Gregorio Alvarez Presidente de facto |                          |
| Adela Reta (transitoriamente) | 1 de marzo de 1985      | 24 de junio de 1985     | Julio María Sanguinetti              | Retorno de la democracia |